# Nest (beeld)

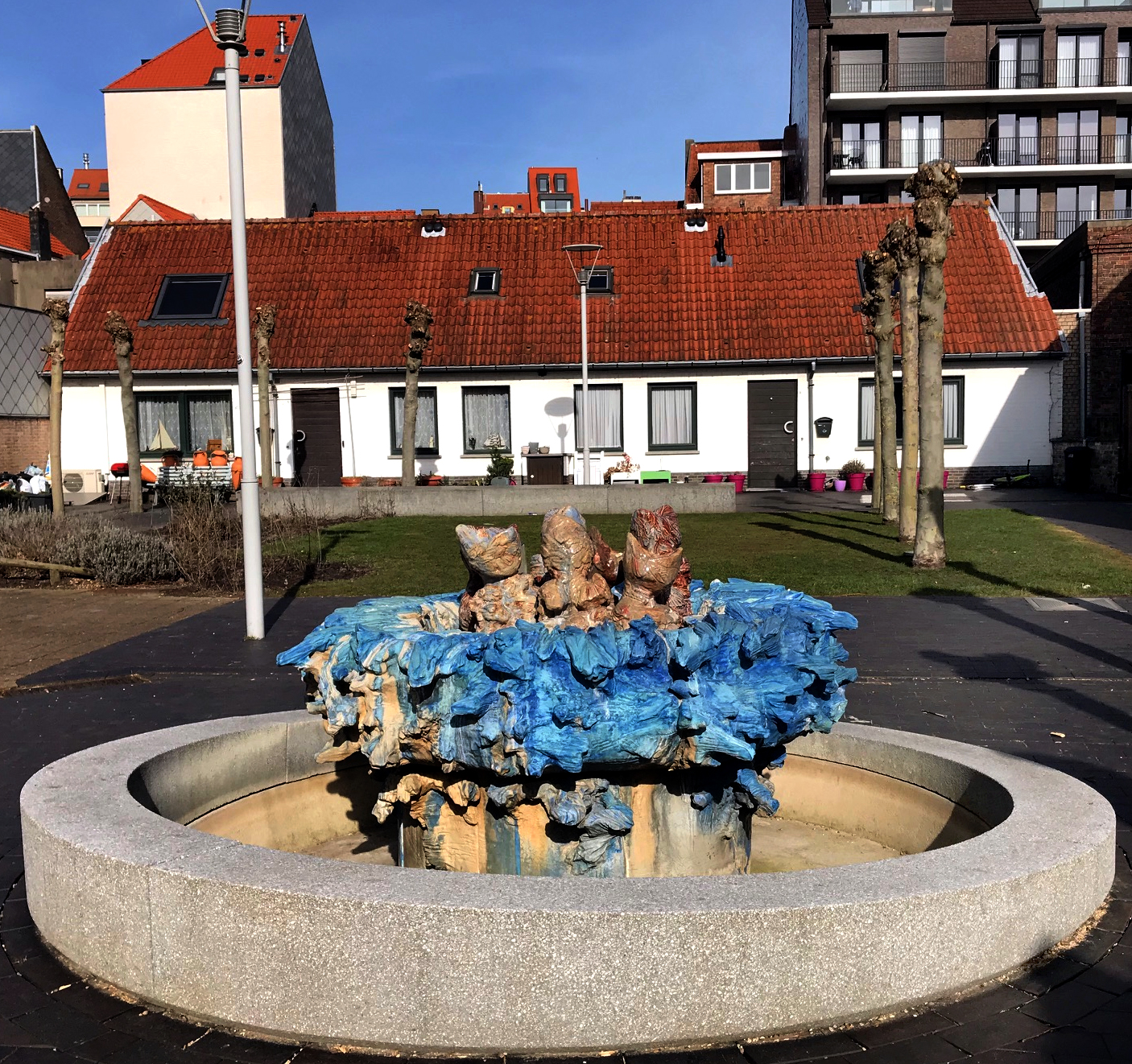
sculptuur Nest aan de Bakkerstraat

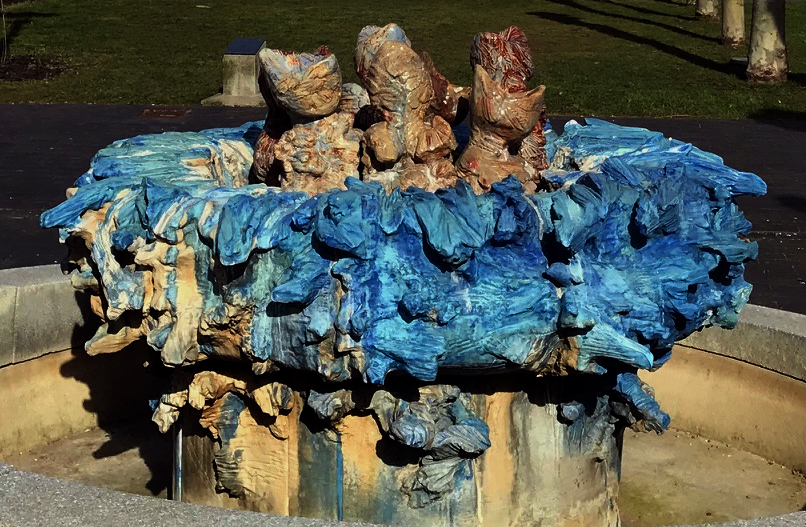
Beeld "Nest" van Claire Todd

Het beeld Nest is een kunstwerk op het pleintje van de Bakkerstraat in de Vlaamse plaats Heist. 
Het werk is van de Schotse kunstenares Claire Todd en behoort tot de collectie van het project ‘Beelden In de Stad'.
In april 2003 werd het kunstwerk 'Nest' bij de herinrichting van het pleintje in de Bakkerstraat ingehuldigd en in de intieme sfeer van die omgeving in een soort voetbassin met fontein geplaatst.
Het kunstwerk is in kleurrijk keramiek. Het stelt een boomstam voor met vogelnestje waarin een aantal jonge vogels zitten met de bek open. De kunstenares zag in gedachten al de buurtkinderen stoeien in het bassin.